# ミスター・グッドバーを探して
『ミスター・グッドバーを探して』（Looking for Mr. Goodbar）は1977年のアメリカ合衆国の映画。美しい女教師が麻薬とセックスに溺れ、やがて身を滅ぼしていく様を描くジュディス・ロスナーの小説の映画化。女教師をダイアン・キートンが体当たりの演技で見せた。監督・脚本は『弾丸を噛め』のリチャード・ブルックスが担当。原作は1973年に起こったロズアン・クイン殺人事件をもとにして書かれた。

## あらすじ
幸薄い女教師のテレサ・ダン（ダイアン・キートン）は6歳の時にポリオにかかり、11歳の時の手術で歩けるようにはなったものの再発の恐れがあるため不安を残していた。大学の教授で女子生徒の憧れの的でもある若くてハンサムなマーティン（アラン・ファインスタイン）を好きになり、テレサからアプローチして付き合うものの2人の関係は長く続かなかった。ある日テレサは、姉キャサリン（チューズデイ・ウェルド）の恐ろしくもおぞましく荒んだ生活を目の当たりにする。ドラッグやポルノフィルム、激しい男関係、これらの事柄がやがてテレサの身に暗雲がたちこめ、そして転落の始まりになる。

## スタッフ
- 監督・脚本：リチャード・ブルックス
- 製作：フレディ・フィールズ
- 原作：ジュディス・ロスナー
- 撮影：ウィリアム・A・フレイカー
- 編集：ジョージ・グレンヴィル
- 音楽：アーティ・ケーン

## キャスト
※括弧内は日本語吹替
- テレサ・ダン - ダイアン・キートン（小柳ルミ子）
- マーティン - アラン・ファインスタイン（有川博）
- ダン氏 - リチャード・カイリー（穂積隆信）
- キャサリン - チューズデイ・ウェルド（藤田淑子）
- カリー - トム・ベレンジャー（鈴置洋孝）
- ジェームズ - ウィリアム・アザートン（安原義人）
- トニー - リチャード・ギア（富山敬）

## DVD
公開40年を経た2017年現在、アメリカではDVDおよび配信が利用出来るが、日本ではDVD化が行われずソフトとしての入手はVHSのみ可能。21世紀に入ってからの日本でのテレビ放送は2016年CS放送で字幕版と吹替版が2回ずつ行われた。